# Ro Scorpii
Ro Scorpii (ρ Sco, Iklil) – gwiazda w gwiazdozbiorze Skorpiona. Jest odległa o około 472 lata świetlne od Słońca.

## Nazwa
Gwiazda ma nazwę własną Iklil, która wywodzi się od arab. ‏أَلْإِكْلِيْلُ ﭐلْجَبْهَة‎ ʾAl-Iklīlu ʾl-Jab'hah, co znaczy „korona czoła”. Odnosi się ona do jednej z arabskich „stacji księżycowych” (manzil), segmentów ekliptyki, które przemierza Księżyc w miesięcznym ruchu. Międzynarodowa Unia Astronomiczna w 2017 roku formalnie zatwierdziła użycie nazwy Iklil dla określenia tej gwiazdy.

## Charakterystyka
Jest to błękitna gwiazda ciągu głównego (choć sklasyfikowana jako możliwy podolbrzym), należąca do typu widmowego B2. Ma temperaturę 21 150 K i jasność 2540 razy większą niż jasność Słońca. Jej promień to 3,75 promienia Słońca, a masa to 7,5 masy Słońca. Przy takiej masie jest w stanie prowadzić syntezę wodoru w hel w jądrze przez 33 miliony lat, a obecnie zbliża się do połowy tego okresu. Prawdopodobnie zakończy życie jako masywny biały karzeł. Obraca się w czasie poniżej 1,4 doby.
Ro Scorpii jest częścią asocjacji Górnego Skorpiona, grupy gwiazd powstałych z jednego obłoku molekularnego. Jest to gwiazda spektroskopowo podwójna, ma towarzyszkę na ciasnej orbicie, okrążającą ją w czasie 4,003 dnia. Jeśli jest to gwiazda o masie Słońca, to gwiazdy dzieli odległość zmieniająca się od 0,075 do 0,13 au; mimośród orbity byłby mniejszy, gdyby układ był starszy, gdyż siły pływowe zmniejszają go z czasem. Ponadto gwiazda ma dwóch optycznych towarzyszy. Składnik B jest odległy o 38,4 sekundy kątowej, o wielkości 12,8m (pomiar z 2000 r.), cechuje go ten sam ruch własny i może być związany grawitacyjnie z Iklilem; wówczas gwiazdy dzieliłoby w przestrzeni co najmniej 4900 au, a obieg wspólnego środka masy układu zajmowałby ponad 114 tysięcy lat. Składnik C ma wielkość 14,65m i jest odległy o 2,7″ od głównej gwiazdy.